# Сметона, Антанас
Анта́нас Смето́на (лит. Antanas Smetona — произносится как Анта́нас Смято́на; 10 августа 1874 года, дер. Ужуленис, Вилькомирский уезд, Ковенская губерния, Российская империя (ныне Укмергский район, Литва) — 9 января 1944 года, Кливленд, штат Огайо, США) — литовский государственный и политический деятель, 4 апреля 1919 — 19 апреля 1920 года был первым президентом Литвы, президент Литовской Республики в 1926—1940 годах.

## Биография
Начальную школу окончил в Тауенай, брал частные уроки в Вилькомире и Либаве, в 1893 году окончил прогимназию в Паланге, поступил в гимназию в Митаве (ныне Елгава), состоял в тайной ученической патриотической организации. Был исключён за протест против обязательного участия в православных богослужениях. Окончил гимназию в Санкт-Петербурге (1897) и поступил в Петербургский университет на юридический факультет, дважды исключался, но окончил в 1902 году. Работал в Вильне в земельном банке. В нескольких гимназиях преподавал литовский язык. Член Литовской демократической партии.  4-5 декабря 1905 года участвовал в работе Великого Вильнюсского сейма.
Был редактором основанной вместе с Юозасом Тумасом-Вайжгантасом газеты «Вильтис» („Viltis“, «Надежда»; 1907—1913), журнала «Вайрас» („Vairas“, «Руль»; 1914—1915), сотрудничал в газете «Вильняус жинёс» („Vilniaus žinios“, «Виленские вести»), некоторое время был фактическим редактором еженедельной газеты «Летувос укининкас» („Lietuvos ūkininkas“, «Литовский фермер»).
Во время Первой мировой войны первый вице-председатель, затем председатель Центрального комитета литовского общества вспоможения пострадавшим от войны.
В 1923—1927 годах преподавал в Литовском университете в Каунасе (с 1930 года Университет Витаутаса Великого) этику, древнюю философию, стилистику литовского языка. С 1926 года доцент. В 1932 году удостоен звания почётного доктора философии Университета Витовта Великого.

### Политическая деятельность
В 1902—1907 годах член Литовской демократической партии (Lietuvių demokratų partija).
Участвовал в съезде литовцев в Вильне 4—5 декабря 1905 года («Великий Вильнюсский сейм»), выдвинувшем требование автономии Литвы. На Литовской конференции 18—22 сентября 1917 года в Вильне был избран в Совет Литвы (Lietuvos Taryba, позднее Государственный совет) и стал его председателем (1917—1919). 16 февраля 1918 года Совет принял Акт о независимости Литвы.
4 апреля 1919 — 19 апреля 1920 года был первым президентом Литвы.
В 1920—1924 годах руководитель Партии национального прогресса (Tautos Pažangos Partija). Основал и редактировал ряд периодических изданий в 1921—1924 годах. До 1924 года участвовал в деятельности патриотической военизированной организации «шаулисов» Союз стрелков Литвы (Lietuvos šaulių sąjunga). В 1924 году один из организаторов националистической партии таутининков («Союз литовских националистов») и её председатель (1925—1926). Был депутатом Сейма Литвы III созыва.

### Диктатура
Один из руководителей и организаторов военного государственного переворота 17 декабря 1926 года, устранившего власть левоцентристской коалиции. В день переворота избран президентом Литвы (переизбирался в 1931 и 1938 годах). Распустил парламент и установил авторитарный режим. Действовал с поддержкой таутининков, армии и полиции. Ввел цензуру и вернул военное положение в стране. Установил культ личности и получил прозвище «вождь народа» (Tautos vadas). В его честь были названы школы, улицы, военное училище и единственный корабль ВМФ Литвы — «Прязидянтас Смятона». В 1935 году подавил крестьянскую забастовку в Сувалкии. В 1936 году восстановил Сейм, который стал однопартийным. После нападения Германии на Польшу объявил о нейтралитете Литвы. Всё же, А. Сметона не был диктатором в обычном смысле этого слова, так как все важные государственные решения принимались коллегиально, например, ответ на советский ультиматум.

### Эмиграция
После предъявления 14 июня 1940 года Советским Союзом ультиматума Литве предлагал согласиться только со вторым пунктом, где правительство СССР требовало сформировать новое литовское правительство. Первый и третий пункты ультиматума (об аресте двух членов действующего правительства и о беспрепятственном вводе дополнительных частей Красной Армии в Литву) Сметона категорически отвергал. Напомнив о ранее принятых решениях Совета обороны, A. Сметона предлагал оказать вооружённое сопротивление вторжению Красной Армии, и хотя это был бы только символический акт, он был бы очевидным свидетельством агрессии СССР и позволил бы правительству Литвы искать приюта за границей. Не получив поддержки от премьер-министра, министра охраны края и других членов правительства, А. Сметона передал полномочия президента Антанасу Меркису и бежал с семьёй в Германию, а позднее переехал в Швейцарию. 23 ноября 1940 г. А. Сметона подписал задним числом (поставил дату: "15 июня 1940 г." и указал место: "Кибартай") так называемые "акты Кибартай". Первым актом была оформлена отставка А. Меркиса, роспуск правительства и назначение Стасиса Лозорайтиса премьер-министром Литвы, вторым - назначение С, Лозорайтиса временно исполняющим обязанности президента, чтобы была юридическая основа для создания правительства Литвы в эмиграции. В середине февраля 1941 г. А. Сметона отплыл в Нью-Йорк. Правительство США предоставило ему бессрочное убежище с условием, что А. Сметона не будет считать себя руководителем государства или членом правительства Литвы.
Последние годы провёл в США. 

### Смерть и похороны
Сметона в последние годы жизни был занят своим писательством, и он мало обращал внимания на то, что система отопления в доме его сына, где он жил, нуждалась в ремонте и становилась опасной. 28 октября 1943 года Сметона писал:
Позавчера ночью у меня кружилась голова от угольных паров. Я не мог ясно мыслить. Теперь я полностью выздоровел. 
9 января 1944 года в доме вспыхнул пожар. Его сын Юлиус заметил пожар, находясь на первом этаже. Над ним, в мансарде, Сметона и его жена София заметили дым, просачивающийся из-под двери. София открыла дверь, и они со Сметоной начали спускаться по лестнице. Сметона, предположительно, решил, что не может выйти на улицу без пальто, так как он незадолго до этого переболел гриппом.  Ничего не сказав жене, он вернулся, чтобы забрать своё пальто. За это время, Юлиус попытался вернуться в горящее здание, чтобы спасти отца, но из-за сильного пожара не смог этого сделать. Сметону нашли лежащим на полу кухни, без сознания. Он не получил ожогов.
Пожарные вывели тело Сметоны на улицу, и его доставили в больницу на машине скорой помощи. По дороге он скончался. Причиной пожара стала перегретая печь.
13 января в соборе Святого Иоанна Богослова в Кливленде состоялись похороны Сметоны. Церемонию провел епископ Эдвард Хобан. Сметону похоронили на кладбище в Кливленде.
В 1975 году останки Сметоны были перенесены из мавзолея на кладбище Ноллвуд в Кливленде в склеп рядом с его женой Софией.

## Семья
Жена — София Сметонене (из польской семьи, урождённая Ходаковская, в литовских источниках девичья фамилия передаётся как Ходакаускайте). Пара обручилась 14 августа 1904 года.
Дети:
- Мария Дануте (19 сентября 1905 — 27 июля 1992), эмигрировала в США. Была замужем за генералом и дипломатом Алоизасом Валушисом (1901—1998). Детей у них не было.
- Бируте Ядвига (1906 — 1909/1910), умерла в раннем детстве.
- Юлиус Римгаудас (17 февраля 1913 — 1 ноября 1974), промышленник, эмигрировал в США. Был женат на Бируте Евгении Насвитис (1912—2003). У них родилось трое сыновей: Антанас Альгирдас (1939—2012), Йозиас Миндаугас (1940—1996) и Витаутас Юлюс (род. 1955).

## Память
- В 1990 году в Каунасе улица Йонаса Билюнаса была переименована в честь А. Сметоны.
- Улицы А. Сметоны также есть в Вильнюсе, Паневежисе и Укмерге.
- В 1995 году учреждена ежегодная стипендия имени Антанаса Сметоны.
- В 1996 году у здания бывшего президентского дворца в Каунасе был открыт памятник А. Сметоне.
- Гимназии имени А. Сметоны есть в Каунасе и Укмерге.
- В 2021 году в Кибартай была открыта мемориальная доска А. Сметоне[9].
- В 2023 году в Паланге в присутствии президента Литвы Гитанаса Науседы был открыт памятник А. Сметоне[10].